# Rush Hour - Due mine vaganti
Rush Hour - Due mine vaganti (Rush Hour) è un buddy film commedia d'azione statunitense del 1998 diretto da Brett Ratner e scritto da Jim Kouf e Ross LaManna da un soggetto di LaManna. Il film vede protagonisti Jackie Chan e Chris Tucker nei panni di due agenti di polizia mal assortiti ai quali viene affidato il compito di salvare la figlia di un diplomatico cinese che è stata rapita. Tzi Ma, Tom Wilkinson, Ken Leung, Mark Rolston, Elizabeth Peña e Rex Linn interpretano ruoli secondari.

## Trama
Hong Kong, 30 giugno 1997. Nell'ultimo giorno di dominio da parte del governo britannico, il detective Lee delle forze di polizia reali di Hong Kong conduce un'incursione ai moli della città, sperando di arrestare il misterioso boss malavitoso Juntao, la cui vera identità è da sempre ignota; arrivato sul luogo tuttavia vi trova solo il braccio destro del criminale, Sang, che riesce a fuggire su una barca.
Nonostante il fallimento della retata, Lee riesce comunque ad impedire che un buon numero di preziosissimi manufatti cinesi vengano portati fuori dal paese da alcuni contrabbandieri, che dona come regalo d'addio ai suoi amici intimi: il console Solon Han e il comandante della polizia britannica Thomas Griffin. 
Due mesi dopo, mentre Han si è trasferito a Los Angeles con la sua famiglia, Juntao si vendica dell'azione intrapresa dalle autorità di Hong Kong rapendo la giovane figlia del console, Soo Yung. Non fidandosi dell'FBI, Han chiede aiuto a Lee, tuttavia i federali non vogliono assegnargli il caso, poiché temono che il coinvolgimento di un agente estero nelle indagini potrebbe causare un incidente internazionale nell'eventualità in cui la situazione dovesse volgere al peggio; decidono quindi di affiancare a Lee il detective James Carter, un agente scavezzacollo della polizia di Los Angeles.
Carter viene ingannato e costretto a "fare da babysitter" a Lee come punizione per aver rovinato un'operazione sotto copertura; quando lo scopre, decide ugualmente di risolvere il caso senza coinvolgere il detective di Hong Kong. Carter inizialmente porta Lee a fare un giro turistico, tenendolo lontano dall'ambasciata mentre contatta degli informatori per avere notizie sul rapimento, ma Lee riesce ugualmente ad arrivare al consolato cinese, dove Han e l'FBI attendono la telefonata per il riscatto della bambina. Mentre litiga con l'agente speciale in carica Warren Russ per non essere riuscito a tenere Lee lontano dalle indagini, Carter risponde inconsapevolmente ad una telefonata di Sang, negoziando con lui la consegna di un riscatto da 50 milioni di dollari.
L'FBI rintraccia la chiamata in un magazzino ma nonostante gli avvertimenti di Lee di non entrare, una squadra di agenti viene uccisa da una bomba presente nell'edificio; in quel momento Lee e Carter avvistano Sang nelle vicinanze e lo inseguono, ma lui riesce a scappare, lasciando tuttavia cadere il detonatore della bomba nella fuga. Con l'aiuto di una collega di Carter, l'esperta di esplosivi della polizia di Los Angeles Tania Johnson, la bomba viene collegata a Clive Cobb, un criminale precedentemente arrestato da Carter. Lee costringe Clive a rivelare la sua relazione d'affari con Juntao, che ha incontrato al ristorante Foo Chow a Chinatown, guadagnandosi la fiducia di Carter. Carter va al ristorante in avanscoperta e vede un video di sorveglianza di Juntao che fa portare via Soo Yung in un furgone; prima che gli scagnozzi del boss possano ucciderlo, Lee arriva e gli salva la vita, ma i due vengono estromessi dal caso dall'FBI poiché hanno inconsapevolmente mandato a monte la consegna del riscatto. Lee viene rimandato a Hong Kong, tuttavia Carter, deciso a non arrendersi, con l'aiuto di Tania riesce ad intrufolarsi a bordo dell'aereo di Lee e lo convince ad aiutarlo a fermare Juntao insieme.
Il comandante Griffin in seguito arriva per dare aiuto nel caso e implora Han di pagare il riscatto per evitare ulteriori spargimenti di sangue. Quella sera, all'apertura di una mostra d'arte cinese al Los Angeles Convention Center, supervisionata da Han e Griffin, viene consegnato un riscatto di 70 milioni di dollari mentre Carter, Lee e Tania entrano travestiti da ospiti. Carter ordina agli ospiti di evacuare per sicurezza, facendo arrabbiare l'FBI, ma in quel frangente Lee sorprende Griffin mentre riceve un detonatore da Sang; Lee e Tania si rendono conto che Griffin è Juntao quando Carter lo riconosce dal nastro di sorveglianza del ristorante di Chinatown. Griffin minaccia con il detonatore di far esplodere un giubbotto con una potentissima bomba attaccato a Soo Yung e chiede che il riscatto venga pagato per intero, come risarcimento per gli inestimabili manufatti cinesi che Lee ha recuperato durante il suo raid. Carter tuttavia esce di soppiatto dall'edificio, individua il furgone in cui si trova Soo Yung e porta la bambina dentro, impedendo a Griffin di far esplodere il giubbotto.
Tania riesce a disinnescare il giubbotto di Soo Yung, ma Griffin si dirige sul tetto con il riscatto; Lee prende il giubbotto e insegue Griffin, mentre Carter uccide Sang in una sparatoria. Lee ha una breve colluttazione con Griffin sulle travi in cima all'edificio, al termine della quale il criminale cade verso la sua morte dopo essersi disperatamente aggrappato al giubbotto del detective; quando anche Lee perde la presa e cade, Carter riesce a prenderlo al volo con uno stendardo, salvandogli la vita. Han e Soo Yung si riuniscono e come ricompensa per aver salvato la figlia, il console manda Carter e Lee in vacanza a Hong Kong. Prima che Carter se ne vada, gli agenti Russ e Whitney gli offrono un posto nell'FBI, ma lui rifiuta beffardamente. Carter sale quindi sull'aereo con Lee, che inizia fastidiosamente a cantare "War" di Edwin Starr con tono stonato ed il poliziotto per il fastidio inizia a chiedere disperatamente ad una hostess che gli venga assegnato un altro posto.

## Produzione
Le riprese del film si svolsero dal 1º dicembre 1997 all'8 marzo 1998.

## Colonna sonora
Il brano "War" di Edwin Starr è stato utilizzato come tema finale del film.
La colonna sonora del film è composta dalla hit del singolo "Can I Get a..." di Jay-Z, Ja Rule e Amil, oltre che da brani di Flesh-n-Bone, Wu-Tang Clan, Dru Hill, Charli Baltimore e Montell Jordan.
L'album ufficiale della colonna sonora ha riscosso a sua volta successo ed è diventato disco di platino il 21 gennaio 1999.

## Accoglienza

### Incassi
Il film ha incassato oltre 33 milioni di dollari nel suo fine settimana di apertura.
A fronte di un budget di produzione di 33 milioni di dollari, il film ha incassato complessivamente la cifra di 244.386.864 dollari, di cui 141.186.864 negli Stati Uniti d'America e 103.200.000 nel resto del mondo. Con questi risultati raggiunge negli Stati Uniti il settimo posto come miglior incasso del 1998 e inoltre rappresenta il terzo più grande successo commerciale della storia per un film di arti marziali superato solo dal seguito Colpo grosso al Drago Rosso - Rush Hour 2 e da The Karate Kid - La leggenda continua.

### Critica
Il film è stato accolto in maniera mista dalla critica. Sull'aggregatore di recensioni Rotten Tomatoes ha ottenuto il 62% dei giudizi professionali positivi, con un voto medio di 6,2 su 10 basato su 77 recensioni, mentre su Metacritic ha un punteggio di 61 su 100 basato su 23 recensioni.

## Riconoscimenti
- 1999 - ALMA Awards
  - Miglior attrice in un lungometraggio a Elizabeth Peña
- 1999 - BMI Film & TV Awards
  - BMI Film Music Award a Lalo Schifrin
- 1999 - Blockbuster Entertainment Awards
  - Miglior duo in un film d'azione/avventura a Jackie Chan e Chris Tucker
  - Nomination per la migliore attrice non protagonista in un film d'azione/avventura a Elizabeth Peña
- 1999 - Bogey Awards
  - Argento
- 1999 - Golden Screen
  - Golden Screen
- 1999 - Grammy Awards
  - Nomination per la migliore composizione strumentale scritta per un film o per la televisione a Lalo Schifrin
- 1999 - NAACP Image Awards
  - Nomination per il premio per il miglior attore protagonista in un film a Chris Tucker
- 1999 - Nickelodeon Kids' Choice Awards
  - Nomination per l'attore cinematografico preferito a Chris Tucker
- 1999 - MTV Movie Awards
  - Migliore coppia a Jackie Chan e Chris Tucker[6]
  - Nomination per la migliore performance comica (Chris Tucker)
  - Nomination per il miglior combattimento a Jackie Chan e Chris Tucker per la lotta con la gang cinese
  - Nomination per la migliore canzone a Jay-Z per Can I Get a...

## Influenza culturale
Il film è stato il catalizzatore per la creazione del sito web aggregatore di recensioni Rotten Tomatoes. Senh Duong, fondatore del sito e fan di Jackie Chan, fu motivato a creare il sito dopo aver recuperato tutte le recensioni delle pellicole d'azione hongkonghesi di Chan mentre venivano distribuite negli Stati Uniti. In vista dell'uscita di Rush Hour - Due mine vaganti, il primo grande film hollywoodiano di Chan, Duong codificò il sito in due settimane e lo lanciò poco prima dell'uscita del film.

## Sequel
Un sequel, Colpo grosso al Drago Rosso - Rush Hour 2, ambientato per lo più nella città di Hong Kong, è uscito nel 2001. Un terzo film, Rush Hour - Missione Parigi, ambientato prevalentemente a Parigi, è uscito il 10 agosto 2007. Tucker ha guadagnato 25 milioni di dollari per il suo ruolo nel terzo film e Chan ha ricevuto i diritti di distribuzione del film in Asia.
Nel 2007, prima dell'uscita di Rush Hour 3, Ratner era ottimista sulla possibilità di realizzare un quarto film e di ambientarlo potenzialmente a Mosca. Nel 2017, Chan ha accettato una potenziale sceneggiatura per Rush Hour 4 dopo aver rifiutato per anni i copioni.